# Deportivo Colonia
Deportivo Colonia was een Uruguayaanse voetbalclub uit Colonia. De club werd opgericht in 1999 en speelde van 2003 tot 2006 in de hoogste klasse. In 2006 werd de club om economische redenen ontbonden. 

## Bekende spelers
- Gonzalo Taborda
- Zinho
- Leonardo Medina
- Sebastián Pereyra
- Peter Vera